# Controvérsia sobre o início da gravidez

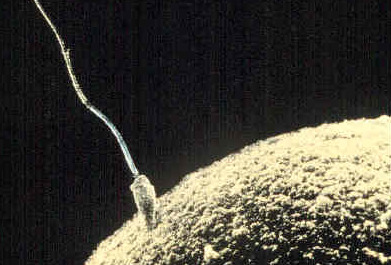
A visão de que a gravidez, ou pelo menos a vida humana moralmente significativa, começa no exato momento em que o esperma e o óvulo interagem é altamente controversa, embora seja comumente defendida por grupos como a Igreja Católica Romana e por muitos indivíduos tradicionalmente religiosos, e outras visões alternativas sejam apresentadas.

A controvérsia sobre o início da gravidez ocorre em diferentes contextos, especialmente quando discutida no debate sobre o aborto nos Estados Unidos. Um aborto é definido como o fim de uma gravidez estabelecida – e não como a destruição de um óvulo fertilizado –, dependendo de quando se considere que a gravidez se inicia, alguns métodos de contracepção e alguns métodos de tratamento de infertilidade podem ser classificados como causadores de aborto.
A controvérsia não é, primordialmente, uma questão científica, visto que o conhecimento sobre a reprodução e o desenvolvimento humano se tornou bastante refinado; as questões linguísticas continuam sendo debatidas por outros motivos. O tema possui implicações sociais, legais, médicas, religiosas, filosóficas e políticas amplas, pois algumas pessoas – como as Concerned Women for America – identificam o início da gravidez como o começo da vida de um ser humano individual. Muitos desses argumentos estão relacionados ao movimento antiaborto. Dessa forma, se a gravidez ainda não começou, interromper o processo não é considerado aborto e, portanto, não envolve as questões morais associadas ao aborto; mas, se já se trata de uma gravidez, interrompê-la é um ato moralmente significativo.
Uma complicação importante é que conceitos ideológicos e religiosos – como Infusão da alma (se um ser humano passou de mera matéria a possuir uma entidade espiritual interna) e Condição de pessoa (se um ser humano é considerado um indivíduo distinto com direitos humanos inatos ou não) – existem fora da análise científica, e, por isso, muitos argumentam que o início da gravidez não pode ser determinado estritamente por evidências físicas. Não existe (ou pode existir) nenhum experimento para medir a espiritualidade de um objeto ou ser vivo da mesma forma que se medem altura, temperatura, peso, etc.
De modo geral, alguns comentários ideológicos e religiosos afirmam que a gravidez deve ser considerada como iniciada no primeiro momento exato da concepção, em que um espermatozoide humano faz contato total com um célula do óvulo. Em contraste, outros argumentam que a duração da gravidez começa em outro ponto, como quando o processo de fertilização se encerra (ou seja, quando existe uma nova célula independente e geneticamente distinta do óvulo e do esperma anteriores) ou quando ocorre a implantação (quando o novo conjunto de células se acomoda contra a parede uterina, permitindo seu rápido crescimento). As implicações dessa ambiguidade significam que, embora a comunidade científica consiga descrever os processos físicos em detalhes, a decisão sobre o que deve ser chamado de aborto e o que deve ser denominado contracepção ou prevenção da gravidez não é consensual.

## Definições do início da gravidez
Tradicionalmente, os médicos medem a gravidez a partir de vários pontos convenientes, incluindo o dia da última menstruação, ovulação, fertilização, implantação e detecção química. Isso gerou certa confusão quanto à duração exata da gravidez humana, já que cada ponto de medição resulta em um valor diferente.
| Evento                                                                  | Idade gestacional (a partir do início do último período menstrual) | Idade de fertilização | Idade de implantação |
| ----------------------------------------------------------------------- | ------------------------------------------------------------------ | --------------------- | -------------------- |
| Início da menstruação                                                   | Dia 1 da gravidez                                                  | Não grávida           | Não grávida          |
| Tem relação sexual e ovulação                                           | Grávida de 2 semanas                                               | Não grávida           | Não grávida          |
| Fertilização; inicia o estágio de clivagem                              | Dia 15                                                             | Dia 1                 | Não grávida          |
| Início da implantação do blastocisto                                    | Dia 20                                                             | Dia 6                 | Dia 0                |
| Implantação finalizada                                                  | Dia 26                                                             | Dia 12                | Dia 6 (ou Dia 0)     |
| Início do estágio embrionário; primeira menstruação perdida             | 4 semanas                                                          | Dia 15                | Dia 9                |
| Função cardíaca primitiva pode ser detectada por ultrassom transvaginal | 5 semanas, 5 dias                                                  | Dia 26                | Dia 20               |
| Início do estágio fetal                                                 | 10 semanas, 1 dia                                                  | 8 semanas, 1 dia      | 7 semanas, 2 dias    |
| Término do primeiro trimestre                                           | 13 semanas                                                         | 11 semanas            | 10 semanas           |
| Término do segundo trimestre                                            | 26 semanas                                                         | 24 semanas            | 23 semanas           |
| Parto                                                                   | 39–40 semanas                                                      | 37–38 semanas(p108)   | 36–37 semanas        |

Na Reunião Anual de 2004, a Associação Médica Americana aprovou uma resolução favorável à disponibilização de "Plan B" contracepção de emergência sem receita, e uma das alegações foi que a contracepção hormonal que pode afetar a implantação "não pode terminar uma gravidez estabelecida". De forma similar, a Associação Médica Britânica definiu uma "gravidez estabelecida" como aquela que começa na implantação. A definição legal no Reino Unido não é clara. – "Geralmente se assume que, quando a lei afirma que 'a gravidez não ultrapassou a 24ª semana', isso significa 24 semanas a partir do primeiro dia do último período menstrual da mulher. Mas isso não está claro – especialmente se houver evidência de que a concepção ocorreu em um dia posterior.... O Procurador-Geral disse, em 1983 (ver Brazier 1992, páginas 293–4) que não há gravidez até a implantação. Isso é persuasivo, mas não constitui precedente vinculativo." «Termination of Pregnancy Handout (pdf)» (PDF)

## História
No passado, a gravidez foi definida em termos de concepção. Por exemplo, o Webster's Dictionary definiu "grávida" (ou "gravidez") como "ter concebido" (ou "o estado de uma fêmea que concebeu"), em suas edições de 1828 e 1913. Entretanto, na ausência de um entendimento preciso do desenvolvimento humano, as concepções iniciais acerca do tempo e do processo da concepção eram frequentemente vagas.
Tanto a edição de 1828 quanto a de 1913 do Webster's Dictionary afirmavam que "conceber" significava "receber no útero e… iniciar a formação do embrião". Entretanto, a maioria das referências indica que foi somente em 1875 que Oskar Hertwig descobriu que a fertilização inclui a penetração de um espermatozoide em um óvulo. Assim, o termo "concepção" estava em uso muito antes que os detalhes da fertilização fossem descobertos. Em 1966, um significado mais preciso para "concepção" passou a constar nos dicionários de uso comum: a formação de um zigoto viável.
Em 1959, o Dr. Bent Boving sugeriu que a palavra "concepção" deveria ser associada ao processo de implantação, e não à fertilização. Algumas considerações foram dadas às possíveis consequências sociais, como evidenciado pela afirmação de Boving de que "a vantagem social de ser considerado como prevenindo a concepção em vez de destruir uma gravidez estabelecida pode depender de algo tão simples quanto um hábito prudente de linguagem." Em 1965, o American College of Obstetricians and Gynecologists (ACOG) adotou a definição de Boving: "concepção é a implantação de um óvulo fertilizado."
A definição da ACOG de 1965 era imprecisa porque, no momento da implantação, o embrião é chamado de blastocisto. Por isso, em 1972, passou a ser esclarecido que "Concepção é a implantação do blastocisto." Alguns dicionários continuam a utilizar a definição de concepção como a formação de um zigoto viável.

## Contracepção – mecanismo de ação
Os métodos de controle de natalidade geralmente evitam a fertilização. Isso não pode ser considerado um abortivo porque, segundo as definições acima, a gravidez ainda não se iniciou. Entretanto, a contracepção de emergência pode ter um efeito secundário de prevenir a implantação, permitindo que o embrião morra. Aqueles que definem a gravidez a partir da fertilização podem, consequentemente, concluir que esses agentes devem ser considerados abortivos.
A especulação sobre mecanismos pós-fertilização é ampla, chegando a aparecer em bulas de informações para pacientes de contracepção hormonal, mas não há suporte clínico. Um pequeno estudo com quatorze mulheres pode ser considerado como evidência de tal efeito para DIUs e foi proposto um estudo sobre a pílula anticoncepcional combinada.

### Métodos possivelmente afetados
- Contracepção hormonal, incluindo contracepção de emergência, são conhecidas por serem eficazes em prevenir a ovulação. Alguns cientistas acreditam que os métodos hormonais podem ter um efeito secundário de interferir na implantação dos embriões.[carece de fontes?]
- Dispositivo intrauterino (DIU) demonstrou ter efeitos espermicidas e ovicidas fortes;[24][25] – o consenso médico atual é de que essa é a única forma de ação desses dispositivos.[26] Ainda, alguns médicos sugeriram que eles podem ter um efeito secundário de interferir no desenvolvimento de embriões pré-implantados;[22] esse efeito secundário é considerado mais plausível quando o DIU é utilizado como contracepção de emergência.[27]
- O método da amenorreia lactacional atua principalmente prevenindo a ovulação, mas também é conhecido por causar defeito da fase lútea (DFL). A DFL é considerada como interferindo na implantação dos embriões.[28]
- Os métodos de Planejamento Familiar Natural (PFN) têm a intenção de prevenir a fertilização ao evitar relações durante os períodos férteis.  Luc Bovens argumenta que, sob a suposição de que a idade dos gametas afeta a viabilidade do embrião, erros no método de PFN resultam na ocorrência de embriões de viabilidade inferior. Trata-se de um experimento de pensamento ético; Bovens afirma que sua suposição "não é respaldada por evidências empíricas, mas possui certa plausibilidade."[29] Seu argumento é controverso.[30] A idade dos gametas no momento da fertilização demonstrou não afetar as taxas de aborto espontâneo na maioria dos casos, mas é um fator de risco significativo quando há histórico de aborto.[31] A idade dos gametas no momento da fertilização não demonstrou afetar o baixo peso ao nascer ou o parto prematuro.[32]

## Viabilidade e gravidez estabelecida
Uma questão relacionada que surge neste debate é com que frequência a fertilização resulta em uma gravidez viável.[carece de fontes?] Pesquisas em pacientes de fertilização in vitro sugerem que os embriões fertilizados falham na implantação entre 30% e 70% das vezes, embora não se saiba se essa taxa corresponde a uma baixa taxa de implantação inerente na concepção natural ou a um estado fisiológico alterado. Daquelas que se implantam, cerca de 25% sofrem perda precoce de gravidez até a sexta semana (LMP), isto é, após o último período menstrual da mulher, e um adicional de 7% sofrem aborto espontâneo ou são natimortos. Como resultado, mesmo sem o uso de contracepção, entre 50% e 70% dos zigotos nunca resultam em gestações estabelecidas, muito menos em nascimento.

## Ética da prevenção da implantação
A intenção de uma mulher em evitar a gravidez é um fator importante para que o ato de contracepção seja considerado abortivo por alguns grupos antiaborto. Os contraceptivos hormonais podem ter o efeito de prevenir a implantação de um blastocisto, como discutido anteriormente. O uso desses medicamentos com a intenção de evitar a gravidez é considerado imoral por alguns grupos antiaborto por causa da possibilidade de causar o fim de uma nova vida humana.
Entretanto, a contracepção hormonal também pode ser utilizada como tratamento para diversas condições médicas. Quando a prevenção da implantação ocorre involuntariamente como efeito colateral de um tratamento, tais grupos antiaborto não consideram a prática imoral, citando o princípio do duplo efeito bioético. Da mesma forma, quando um contraceptivo hormonal é utilizado com a intenção de prevenir a fertilização, a redução pretendida nas falhas de implantação, abortos espontâneos e mortes decorrentes do parto pode superar a possibilidade de que o método cause algumas falhas na implantação.[carece de fontes?]
Uma aplicação relacionada do princípio do duplo efeito é a amamentação. Embora a amamentação suprime fortemente a ovulação, eventualmente um óvulo é liberado. O defeito da fase lútea, causado pela amamentação, torna o endométrio hostil à implantação e, por isso, pode prevenir a implantação após a fertilização. Alguns grupos pró-escolha expressaram preocupação de que o movimento para reconhecer os contraceptivos hormonais como abortifacientes também faça com que a amamentação seja considerada um método de aborto.

## Gravidez detectável
Uma proteína denominada fator de gravidez precoce (FGP) é detectável no sangue de uma mulher dentro de 48 horas após a ovulação, se a fertilização ocorrer. Entretanto, os testes para FGP são demorados e caros; a maioria dos testes precoces de gravidez detecta a gonadotrofina coriônica humana (hCG), um hormônio que não é secretado até após a implantação. Definir a gravidez como iniciada na implantação torna, portanto, a condição de gravidez passível de ser facilmente testada.[carece de fontes?]

## Questões filosóficas
A distinção no valor ético entre pessoas existentes e pessoa potencial futura tem sido questionada. Posteriormente, argumentou-se que a contracepção e até a decisão de não procriar poderiam ser consideradas imorais com base semelhante ao aborto. Nesse sentido, o início da gravidez pode não ser necessariamente equiparado ao ponto em que é eticamente certo ou errado intervir ou auxiliar.[carece de fontes?] Sob uma perspectiva consequencialista, uma ação de assistência ou intervenção pode ser considerada basicamente equivalente, seja realizada antes, durante ou após a criação de um ser humano, pois o resultado seria, em essência, o mesmo – isto é, a existência ou não existência desse ser humano.[carece de fontes?]